# Interferencias (película)
Interferencias (título original: Switching Channels) es una película estadounidense de comedia de 1988. Está basada en la obra de teatro The Front Page, de Ben Hecht y Charles MacArthur. Las otras adaptaciones cinematográficas de esa obra son Un gran reportaje (1931), His Girl Friday (1940) y Primera plana (1974).
Es protagonizada por Kathleen Turner (como Christy Colleran), Burt Reynolds (John L. Sullivan IV), Christopher Reeve (Blaine Bingham), Ned Beatty (Roy Ridnitz), Henry Gibson (Ike Roscoe) y George Newbern (Sigenthaler).

## Argumento
Sullivan (Reynolds) es el director de operaciones de Satellite News Network, un canal ficticio de televisión por cable. Él intenta impedir el inminente matrimonio de Colleran (Turner), su mejor reportera y exesposa, con Bigham (Reeve), un yuppie millonario. Sullivan quiere evitar que Christy se case y deje su trabajo. Para que recupere la pasión por el periodismo, le propone hacer una entrevista a un convicto condenado a muerte.

## Reparto
| Actor             | Personaje           |
| ----------------- | ------------------- |
| Kathleen Turner   | Christy Colleran    |
| Burt Reynolds     | John L. Sullivan IV |
| Christopher Reeve | Blaine Bingham      |
| Ned Beatty        | Roy Ridnitz         |
| Henry Gibson      | Ike Roscoe          |
| George Newbern    | Siegenthaler        |
| Al Waxman         | Berger              |
| Ken James         | Alcaide Terwilliger |

## Recepción
La película fue considerada un fracaso, tanto en el ámbito comercial como en el de la crítica. Tuvo dos candidaturas a los Premios Razzie a lo peor del cine en 1989: a Peor Actor (Burt Reynolds) y a Peor Actor Secundario (Christopher Reeve).